# Shumi Dechasa
Leche Shumi Dechasa (* 28. Mai 1989 in Gimbicho) ist ein bahrainischer Langstreckenläufer äthiopischer Herkunft.

## Sportliche Laufbahn
Dechasa wurde 2010 in 1:01:38 Stunden Zehnter beim Delhi-Halbmarathon und 2011 Sechster in 1:01:52 Stunden bei der Stramilano. 2012 steigerte er seine Halbmarathonbestleistung als Zweiter bei Roma – Ostia auf 59:51 Minuten. Im selben Jahr gab er in Hamburg sein Debüt über die volle Distanz und belegte in 2:07:56 Stunden den vierten Platz. Den Amsterdam-Marathon beendete er in 2:13:50 Stunden auf Platz dreizehn.
2013 wurde Dechasa in 2:07:11 Stunden Zweiter beim Seoul-Marathon. Im folgenden Jahr belegte er beim Dubai-Marathon in 2:07:13 Stunden den sechsten Rang und steigerte seine Bestleistung als Sieger des Hamburg-Marathons auf 2:06:43 Stunden. Seit dem 10. September 2014 ist Dechasa für Bahrain startberechtigt. Im Februar 2015 belegte er beim Tokio-Marathon in 2:07:20 Stunden den vierten Platz. Bei den Weltmeisterschaften in Peking Ende August lief er im Marathonrennen in 2:14:36 Stunden auf Rang fünf.
Beim Marathon der Olympischen Sommerspiele 2020, der abweichend in Sapporo stattfand, kam er nicht ins Ziel.

## Bestleistungen
- 10 km Straßenlauf: 27:42 min, 26. Februar 2012, Ostia
- Halbmarathon: 59:51 min, 26. Februar 2012, Ostia
- Marathon: 2:06:43 h, 4. Mai 2014, Hamburg